# Hemeroblemma brevistriga
Hemeroblemma brevistriga är en fjärilsart som beskrevs av Walker 1863. Hemeroblemma brevistriga ingår i släktet Hemeroblemma och familjen nattflyn. Inga underarter finns listade i Catalogue of Life.